# الفاخري (قرية)
قرية الفاخري هي إحدى القرى التابعة لمركز سيدي براني في محافظة مطروح في جمهورية مصر العربية. حسب إحصاءات سنة 2018، بلغ إجمالي السكان في الفاخري 2,155 نسمة، منهم 1,066 رجل و 1,089 امرأة.